# Ribeira da Fajã
A Ribeira da Fajã é um curso de água português localizado na Fajã de Santo Amaro, concelho da Velas, ilha de São Jorge, arquipélago dos Açores.
Este curso de água tem origem a uma cota de cerca de 700 m de altitude nos contrafortes montanhosos da Cordilheira Central da ilha, nas imediações do Pico do Portal do Cedro.
Procede à drenagem de uma bacia hidrográfica que engloba os contrafortes desta elevação e também o contraforte Sul do Pico da Maria Pires e do Pico das Morgadias.
Desagua no Oceano Atlântico depois de atravessar a localidade de Fajã de Santo Amaro.